# GitHub
GitHub je webová služba podporující vývoj softwaru za pomoci verzovacího nástroje Git. GitHub nabízí bezplatný Webhosting pro open source projekty. Od 7. ledna 2019 je možné ukládat bezplatně i soukromé repositáře (dříve po zaplacení měsíčního poplatku). Projekt byl spuštěn v roce 2008, zakladatelé byli Tom Preston-Werner, Chris Wanstrath a PJ Hyett.

## Charakteristika
GitHub hostuje přes 200 milionů repozitářů [květen 2022]. Pro uživatele poskytuje funkce sociálních sítí – notifikace o změnách, diskuze nad kódem, návrhy změn, či zasílání vlastních řešení (pull-requesty).
Projekt byl napsán pomocí Ruby on Rails a jazyka Erlang.
GitHub poskytuje další služby. Gist, jenž je součástí GitHubu, umožňuje verzování a rychlé sdílení kratších kódů.

### Možnosti využití
GitHub se převážně využívá pro programování.
Kromě zdrojového kódu GitHub podporuje navíc zde uvedené formáty a vlastnosti:
- Dokumentace, včetně automaticky poskytovaných šablon typu Readme.md (čti mne), License.md (Licence) souborů v značkovacím jazyku (Markdown)
- Systém sledování problémů (Issue tracking), včetně požadavků na přidání dodatečných vlastností (tzv. features) s popisky, mezníky, zmocněnci a s vyhledávači
- Wiki
- Vlastní řešení (Pull requesty) s revizí kódu a komentáři
- Historie verzování (Commit)
- Grafy: verzování, síť přispěvatelů a její členové, děrný štítek, frekvenčnost programování
- Integrace adresářů
- Hledání rozdílů (diff)
- Oznámení elektronickou poštou
- Možnost přihlášení někoho k oznámením a změnám tím, že ho zmíníme (@ mentioning)
- Emodži
- Malé webové stránky mohou být hostovány z veřejných repozitářů na GitHubu. Formát URL je http(s)://uživatelské_jméno.github.io
- Vnořené seznamy úkolů v souborech (time management)
- Vizualizace geoprostorových dat
- 3D renderované soubory lze zobrazit pomocí nového integrovaného prohlížeče STL souborů, který zobrazí soubory na trojrozměrné plátno. Prohlížeč běží na WebGL a Three.js
- Zobrazování souborů z Photoshopu

## Historie
- 24. února 2009: Členové GitHub týmu v rozhovoru v sídle Yahoo! oznámili, že za první rok provozu GitHub zaregistrovali více než 46 000 veřejných repozitářů (datových úložišť), z čehož bylo 17 000 zveřejněno v posledním měsíci. Ve stejném časovém období bylo 6 200 repozitářů alespoň jednou naklonováno dalším uživatelem a 4 600 jich bylo sloučeno.
- 5. července 2009: GitHub oznámil, že síť je využívána více než 100 000 uživateli.
- 27. července 2009: v dalším rozhovoru pro Yahoo! Tom Preston-Werner, že GitHub se rozrostl na 90 000 unikátních veřejných repozitářů. Z toho bylo přes 12 000 klonováno alespoň jednou z celkových 135 000 repozitářů.[3]
- 25. července 2010: GitHub oznámil, že je hostitelem pro více než 1 milión repozitářů.[4]
- 20. dubna 2011: GitHub oznámil, že je hostitelem pro více než 2 milióny repozitářů.[5]
- 2. června 2011: ReadWrite oznámil, že GitHub pokořil SourceForge a Google Code v celkovém počtu commitů v časovém období od ledna do května 2011.[6]
- 9. července 2012: Peter Levine, generální partner GitHub investora Andreessena Horowitze, uvedl, že růst tržeb GitHub vzrostl o 300 % ročně od roku 2008 se ziskem téměř od samého počátku.[7]
- 16. ledna 2013: Github oznámil, že jím prošlo více než 3 milióny uživatelů a hostil více než 6 miliónů repozitářů.[8]
- 23. prosince 2013: GitHub oznámil, že dosáhl více než 10 miliónů repozitářů.[9]
- V červenci 2015 GitHub otevřel kancelář v Japonsku. Jedná se o první kancelář, která byla otevřena mimo území Spojených státu amerických.[10]
- 29. července 2015: Github oznámil, že Sequoia Capital zafinancoval do GitHubu 250 miliónů dolarů. Hodnota společnosti se pohybuje okolo 2 miliard dolarů.[11]
- V roce 2016 se GitHub umístil na 14. místě na seznamu Cloud 100 magazínu Forbes.[12]
- 28. února 2018 se stal GitHub obětí největšího útoku typu DDOS v historii.[13]
- 4. června 2018 Microsoft oznámil nabytí GitHubu za 7,5 miliard dolarů,[14] smlouva byla uzavřena 26. října 2018.[15]
- 19. června 2018: rozšíření GitHub Education nabídkou bezplatných vzdělávacích balíčků pro školy.[16][17]

## Logo
Maskot GitHubu stylizovaný do podoby pětinohé kočky, navržen grafickým designerem Simonem Oxleym, měl prvotně sloužit pouze jako klipart, jehož zakoupení bylo možné ve fotobance IStock.
Byl to právě Oxleyho úspěšný návrh loga pro Twitter, který zajistil zájem GitHubu o návrhářovu práci. Ilustrace pojmenovaná "Octupuss", kterou si GitHub vybral za své logo, byla však podle smlouvy IStocku pro tyto záměry neprodejná, což vedlo GitHub k vyjednávání s Oxleym za účelem zisku výjimečných práv na užití díla. Pro nabytí ilustrace jako obchodní značky GitHubu musel být nakonec "Octupuss" přejmenován na "Octocat".
Nato byl najat ilustrátor Cameron McEfee, aby přizpůsobil logo Octocat novým záměrům webové stránky a propagačních materiálů. Nejen McEfeem, ale také uživateli GitHubu, byly dále vytvořeny různorodé variace loga, dostupné na webových stránkách The Octodex.

## Vzdělávací program
GitHub spustil nový projekt nazvaný GitHub Student Developer Pack, který studentům poskytuje bezplatný přístup k oblíbeným vývojářským nástrojům a službám. Pro vytvoření programu navázal GitHub několik spoluprací včetně Bitnami, Crowdflower, DigitalOcean, DNSimple, HackHands, Namecheap, Orchestrate, Screenhero, SendGrid, Stripe, Travis CI a Unreal Engine.
V roce 2016 společnost GitHub oznámila zahájení programu GitHub Campus Experts, jehož cílem je zejména motivovat studenty, aby na svých univerzitách rozvíjeli technologické komunity. Program The Campus Experts je otevřen vysokoškolským studentům po celém světě a je jedním z hlavních způsobů, jakým GitHub financuje studentské akce a komunity. Aby se mohli žadatelé stát "Campus Experty", musí projít online školením skládající se z několika modulů navržených tak, aby u uchazečů rozvíjely vedoucí schopnosti. Členové Campus Experts mají přístup ke školení, financování a dalším zdrojům sloužícím k realizaci akcí a rozšiřování svých komunit.

## Vytvořené projekty
- Atom, bezplatný open source textový editor.
- Electron, open source framework sloužící k vytváření desktopových aplikací.
- GitHub Copilot, přídavek do kódových editorů, který pomáhá se psaním kódu pomocí modelů strojového učení GPT-3 od OpenAI.